# Latah
Il latah è una sindrome di tipo psiconevrotica che si manifesta attraverso crisi di tipo ossessivo in risposta a stimoli, quasi come un riflesso condizionato. Il termine proviene dalla lingua malese o indonesiana e tale sindrome è stata riscontrata su popolazioni di varie etnie provenienti proprio dal Sud-Est asiatico. Fa parte delle sindromi definite culture bound, ossia aventi matrice genetica culturale.